# Csillagászati színképosztályozás

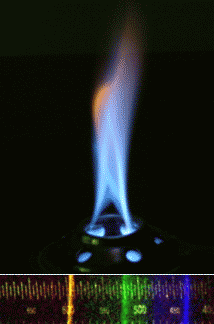
Spirituszláng és spektruma

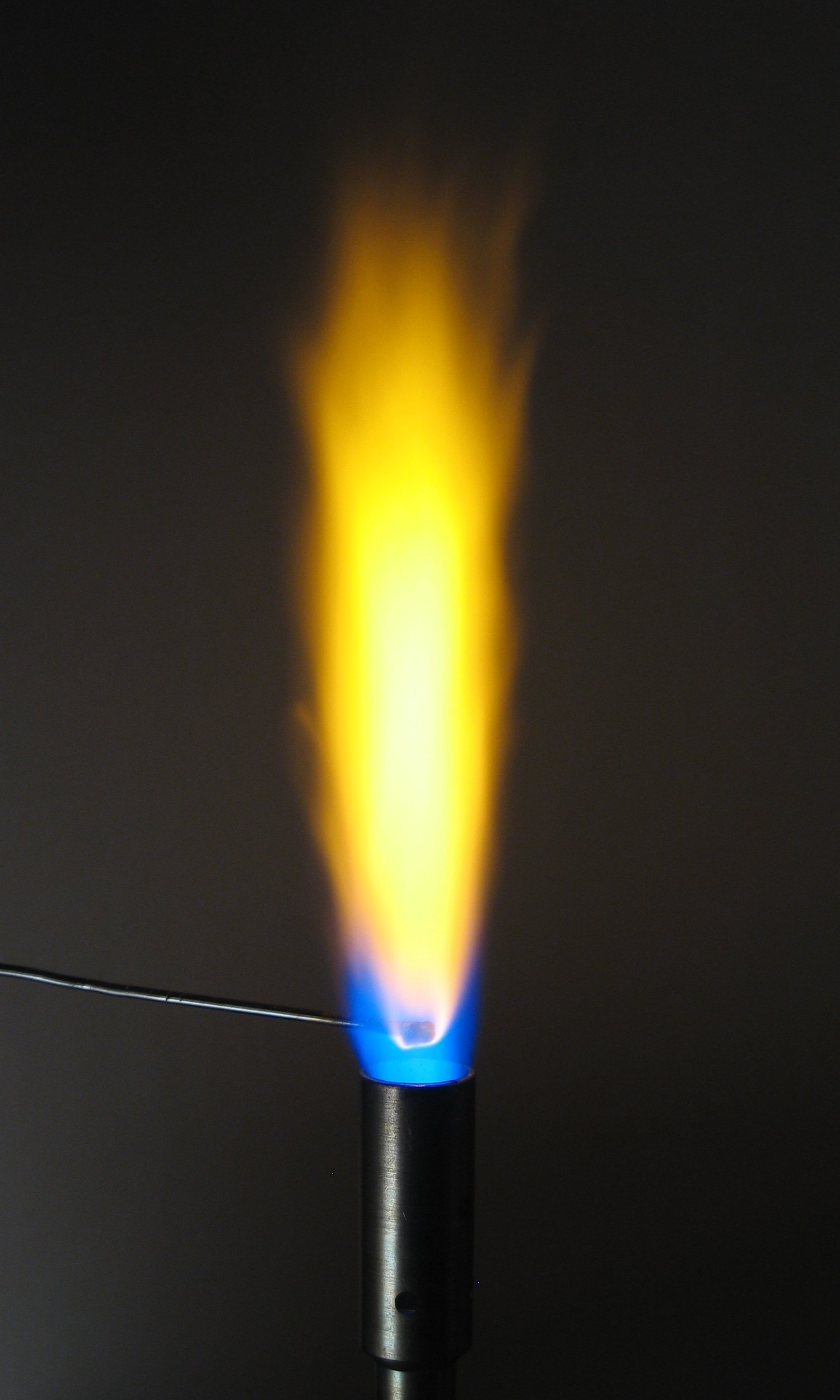
Lángfestés nátrium-karbonáttal

A csillagászati színképosztályozás (szűkebb értelemben) a csillagok vizsgálatának, fejlődésük modellezésének fő módja a luminozitási osztályokba sorolásuk mellett. A színképosztályokba sorolás a spektrális tulajdonságaik alapján történik. Segítségével megbecsülhetjük a csillagok hőmérsékletét, a felszíni gravitációjukat, különféle fémek gyakoriságát (a csillagászok minden, a hidrogénnél és a héliumnál nehezebb elemet fémnek neveznek). A becslési eredmények összevethetők a kísérleti eredményekkel az elméletek helytállóságának ellenőrzésére, avagy új elméletek, modellek születhetnek belőlük. Emellett képet nyerhetünk a csillagok fejlődéséről is.
A csillagok színképében többnyire elnyelési vonalakat figyelhetünk meg, mivel a fényt kibocsátó fotoszféra fölött helyezkedik el a csillagok igen ritka légköre. A csillagok külső régióiban található elemek nyomvonalai úgy rakódnak a felszín eredetileg folytonos spektrumára, mint William Wollaston lángfestő kísérletében, aki alkohol lángjába helyezett nátriumsót, majd elemezte a kontinuumra rakódó nátriumvonalakat.
A csillagok színképében felismert vonalak helyzetét sokáig kézzel rögzítették, majd megpróbálták ezeket a kémiai elemek laboratóriumokban kapott emissziós vonalaival azonosítani. E módszer különösen eredményes volt a napkutatásban: így fedezte fel 1868-ban Pierre Janssen és Sir Joseph Lockyer egymástól függetlenül a Földön addig ki nem mutatott héliumot (Héliosz: Nap, görögül) a Nap légkörében. A kémiai analízis új módja lehetővé tette egyrészt a csillagokat felépítő kémiai elemek meghatározását (ezek 99%-a hidrogén és hélium, a maradék 1% főleg C, N és O), másrészt a csillagok színképosztályokba sorolását (latin eredetű kifejezéssel: spektrálklasszifikációt).

## Az első színképosztályozási rendszer
A színképek osztályozásának rendszerét Pietro Angelo Secchi dolgozta ki 1863-ban, és a csillagok 3 csoportját különböztette meg felszíni hőmérsékletük csökkenő sorrendjében. A ma használatos, Harvard-féle rendszer Edward Charles Pickering, Alain Maury és Annie Jump Cannon eredményeképpen ezt bővítette ki az 1900-as években. Az osztályozás tulajdonképpen empirikus: minden színképosztályhoz rendel valamilyen felületi hőmérsékletet és az abszorpciós spektrumvonalak egy készletét. A felületi hőmérséklet csökkenő sorrendjében a csillagokat 7 fő- (O, B, A, F, G, K, M) és 3 mellékosztályba (R, N, S) soroljuk. Az O típusúak a forró kék, az M típusúak pedig a hideg, vörös csillagok. Később, a finomabb besorolás kedvéért, a színképosztályokon belül még 0-tól 9-ig alosztályokat is bevezettek. Ez alól kivétel az O típus, ahol az osztályozás O5-tel kezdődik. Henry Draper katalógusa szerint a 8 magnitúdónál fényesebb csillagok 99,78%-a az O, B, A, F, G, K, M 0 típusok valamelyikébe tartozik (ezen belül 17% O típusú). Az R, N, S színképosztályba mindössze a csillagok 0,05%-át sorolják. Ez a sorrend összhangban van a csillagok színképében található legfontosabb színképvonalak intenzitásaival:
- a hidrogén Balmer-sorozata
- az ionizált hélium és az ionizált vas vonalai
- a kálium abszorpciós vonala (393,3 nm)
- az ún. G-sáv (CH-molekula)
- a semleges kalcium 422,7 nm-es vonala
- 431 nm körüli fémvonalak
- A TiO molekula sávjai

Példaként felsoroljuk a fősorozatba tartozó csillagok különböző színképosztályainak fizikai adatait (a HRD alapján). A római számok a csillag színképére jellemző atomok ionizációs állapotaira utalnak; I: semleges atom, II: egyszeresen ionizált, III: kétszeresen ionizált atom.
| Osztály | Hőmérséklet (K) | A csillag színe  | Spektrális jellemzők                                                                    | Tömeg | Sugár | Luminozitás | Példa                                    |
| ------- | --------------- | ---------------- | --------------------------------------------------------------------------------------- | ----- | ----- | ----------- | ---------------------------------------- |
| O       | 30 000 – 50 000 | Kék              | erős He I és He II abszorpciós vonalak                                                  | 60    | 15    | 1 400 000   | ε Orionis, Mintaka, ζ Puppis             |
| B       | 10 000 – 30 000 | Kék              | H I (Balmer-sorozat), He I abszorpciós vonalak                                          | 18    | 7     | 20 000      | Rigel, Spica                             |
| A       | 7500 – 10 000   | Kékes-fehér      | erős H (Balmer) vonalak, ionizált fémvonalak (K, Ca II)                                 | 3,2   | 2,5   | 80          | Szíriusz, Vega, Deneb                    |
| F       | 6000 – 7500     | Sárgás-fehér     | Balmer-sorozat, semleges és ionizált fémvonalak (Fe I, Fe II, Ti II, Ca I, Ca II, Mg I) | 1,7   | 1,3   | 6           | Canopus, Procyon                         |
| G       | 5000 – 6000     | Sárga            | Itt a legerősebbek a H és K vonalak, előfordulnak Ca II (H és K) és Fe I vonalak is     | 1,1   | 1,1   | 1,2         | Nap, Capella                             |
| K       | 3500 – 5000     | Narancs-sárga    | erős K és Ca II (H és K) vonalak, Fe, Ti vonalak, CN CO és TiO sávok                    | 0,8   | 0,9   | 0,4         | Arcturus, Aldebaran, α Centauri, Antares |
| M       | 2000 – 3500     | Narancs-vörös    | dominálnak az abszorpciós molekulavonalak (főleg TiO) és a semleges fémvonalak          | 0,3   | 0,4   | 0,04        | Betelgeuze, Barnard csillag              |
| R       | 3500 – 5400     | Vörös-infravörös | C2, CN és CH molekulák sávjai                                                           |       |       |             | S Camelopardalis, RU Virginis            |
| N       | 1900 – 3500     | Infravörös       | C2 és CH4 molekulák sávjai                                                              |       |       |             | R Leporis, Y Canum Venaticorum, U Hydrae |
| S       | 2000 – 3500     | Infravörös       | Zr, Y, Ba, La, TiO, ScO, VO, ZrO, és YO vonalak                                         |       |       |             | T Camelopardalis, U Cassiopeiae          |

A színképosztályok sorrendjét az alábbi segítő mondatokkal (mnemonikokkal) jegyezhetjük meg.
„Oly Barátságos A Fénylő Göncölszekér, Keresd Meg.”
„Orosz Barátom Azt Felelte, Gépek Készítenek Mindent [Rám Ne Számíts].”
Angolul:
„Oh, Be A Fine Girl, Kiss Me.” (legismertebb)
„Optical Binary Affairs Fundamentally Generate Keplerian Marriages.”
„Out Beyond Andromeda Fiery Gases Keep Making Really Nifty Stars.”

### O színképtípusú csillagok

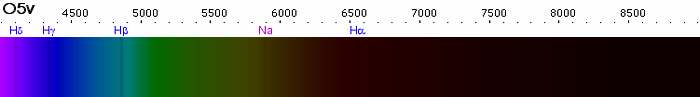
Egy O5v spektráltípusú csillag színképe

A csillagok színképosztályozásában az O típusú csillagok felszíni hőmérséklete a legmagasabb: 25–40 000 K. Sugárzási maximumuk az ultraibolya tartományba esik, a látható színképtartományban megfigyelve kék színűek. Az O színképtípusnak (kivételesen) 5 alosztálya van; a számozás O5-től O9-ig tart, ahol O5 az osztályon belüli legforróbb csillagokat jelöli. Domináns vonalak: a semleges hélium (O5-től O9-ig erősödik), az egyszeresen ionizált hélium, a kétszeresen ionizált nitrogén, a kétszeresen ionizált oxigén, a kétszeresen ionizált szén és a háromszorosan ionizált szilícium. Feltűnők a hidrogén Balmer-vonalai, habár a késői alosztályoknál nem olyan erősek. Mivel ezek a csillagok különösen forrók, ezért egyes vonalaik emissziósnak mutatkoznak. (Az erős ultraibolya sugárzásuk ionizálja a légkörük külső rétegeit.) A legritkábban ez a színképosztály fordul elő a fősorozati csillagoknál. Ennek az a magyarázata, hogy a fősorozatot gyorsan elhagyják, a rövid élettartamuk miatt. A fősorozati csillagok 0,00003125%-a tartozik ebbe az osztályba – ilyen csillagok például a ζ Puppis, a λ Orionis és a Trapéz-csillagok az Orion-ködben. A lenti ábrán egy O5 V spektráltípusú csillag színképe látható.

### B színképtípusú csillagok

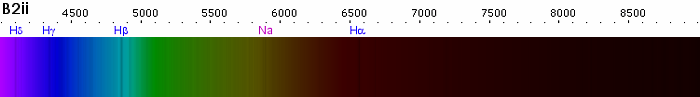

Felszíni hőmérsékletük 12 300–25 000 K közötti, színük kékesfehér. Dominánsak a hidrogén Balmer-sorozatának vonalai, ezek a B0 alosztálytól a B9-ig erősödnek. Megjelennek a semleges hélium vonalai; ezek a B2 típusban a legerősebbek. Előfordulnak ionizált fémvonalak: Mg II és Si II. Az ionizált oxigén- és szénatomok vonalai a B3 típusnál erősödnek. Ezen csillagok – O típusú csillagokkal alkotott – halmazait OB-asszociációnak nevezzük. A fősorozat csillagainak nagyjából 0,13% tartozik ebbe a színképosztályba, ilyenek például a Rigel, a Bellatrix, a Spica, az Orion csillagkép övcsillagai és a Pleiadok nyílthalmaz fényesebb csillagai. Az alábbi ábrán egy B2 II spektráltípusú csillag színképe látható.

### A színképtípusú csillagok

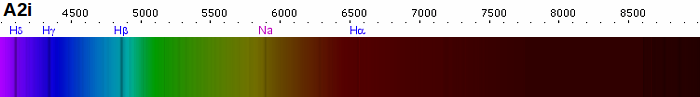

Az A típusú csillagok felszíni hőmérséklete 7900–10 000 K, színük fehér. Spektrumukban erőteljesek a hidrogén Balmer-vonalai (legerősebbek az A0 típusnál) és az ionizált fémvonalak: Fe II, Mg II, Si II (legerősebbek az A5 típusnál). Gyengébbek a hélium és a kalcium vonalai. A fősorozati csillagok 0,63%-a ebbe az osztályba sorolható, ilyenek például a Vega, a Deneb és a Szíriusz. Az alábbi ábrán egy A2 I spektráltípusú csillag színképe látható.

### F típusú csillagok

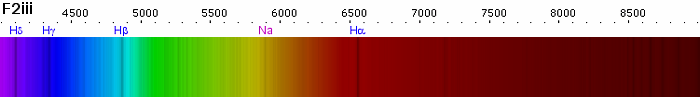

Felszíni hőmérsékletük 6000 és 7500 K közötti. Színképükben gyenge (F0-tól F9-ig gyengülő) hidrogénvonalak mellett a Fe és a Cr egyszeresen ionizált (F0-tól F9-ig erősödő) fémvonalait láthatjuk. A legerősebbek a kalcium H- és K-vonalai; e csillagok fehérek vagy sárgák. A fősorozat csillagainak 3,1%-a tartozik ebbe az osztályba – ilyen például a Canopus és a Procyon. Az alábbi ábrán egy F2 III spektráltípusú csillag színképe látható.

### G színképtípusú csillagok

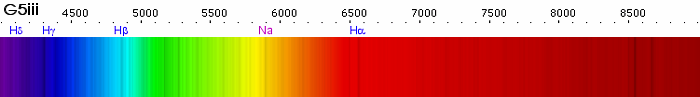

Felszíni hőmérsékletük 5–6000 K. Erről a színképosztályról tudunk a legtöbbet, mivel a mi Napunk is ebbe tartozik. A semleges hidrogén vonalai gyengülnek, a semleges fémek vonalai válnak a legerősebbeké. Az egyszeresen ionizált kalcium H- és K-vonala is látható. Rendkívül erős a G-sáv (valójában a CH és a Fe vonalainak csoportja). A fősorozat csillagainak 8%-a tartozik ide; a Nap mellett például a τ Ceti és a Capella. Az alábbi ábrán egy G5 III spektráltípusú csillag színképe látható.

### K színképtípusú csillagok

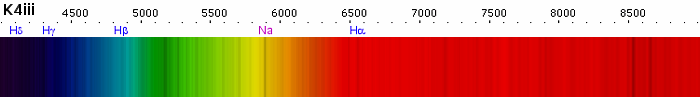

Felületi hőmérsékletük 3000 és 5000 K közötti, színük narancssárga. Néhány közülük óriás vagy vörös óriás, de ide tartozik a fősorozat csillagainak 13%-a is (LeDrew). Bennük felerősödnek Mn I, Fe I, Si I semleges fémvonalai és a molekulasávok (főként TiO); a hidrogénvonalak már kevésbé jelentősek. Gyengülnek az ionizált fémek és az ionizált hidrogén vonalai. Ebbe az osztályba tartozik az Arcturus, az ε Eridani, az α Centauri B és az Aldebaran. Az alábbi ábrán egy K4 III spektráltípusú csillag színképe látható.

### M színképtípusú csillagok
Ez a csoport a Secchi-féle rendszer III. osztályának felel meg. Felszíni hőmérsékletük 2200–3500 K közötti. Színképük abszorpciós (CN, CH, CO, TiO, VO, MgH és H2) molekulasávokat és semleges fémvonalakat mutat. A fősorozat csillagainak több mint 78%-a ebbe az osztályba sorolható – ilyen csillagok például a Betelgeuze (óriáscsillag), a Barnard-csillag (törpe), a Gliese 581 (vörös törpe), a LEHPM 2-59  (szubtörpe) és a GSC 08047-00232 B jelű, késői M típusú barna törpe. . A következő két ábrán egy M0 III illetve egy M6 V spektráltípusú csillag színképe látható.

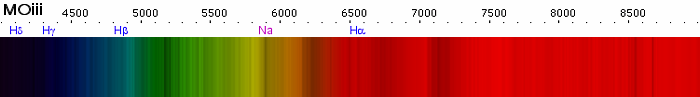

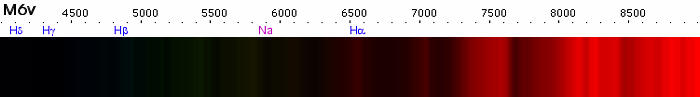

### A mellékág csillagai
Az R, N és S típusú csillagok a vörös óriások mellékosztályai. A Hertzsprung-Russell diagram aszimptotikus óriáságán helyezkednek el; magjukban már nincs hidrogénfúzió, aktív zónájuk egy, a mag körüli héjba szorul ki. Magjuk gyakorlatilag forró, degenerált hélium. A héjban keletkező hélium egészen addig növeli a héliumból álló mag tömegét, amíg abban a nyomás el nem éri a magfúzióhoz szükséges értéket, és akkor beindul a héliumégés, miközben a mag külső rétege továbbra is hidrogént éget. A hélium égéséből szén és oxigén keletkezik, és ezek a csillag magjában gyűlnek össze. A magban a hélium fúziója addig folytatódik, amíg a hélium egy bizonyos része el nem fogy. A csillagok ezen kettős héj-égését aszimptotikus óriáság-fázisnak nevezzük. Ez a fázis a csillagok életében igen rövid, mivel a héliumfúzió – és vele a csillag ideiglenes stabilitása a kettős héjégés állapotában – nem tart sokáig.

#### R színképtípusú csillagok
A G és az N osztály közötti, átmeneti jellegűek. Felszíni hőmérsékletük 3000 K alatti. Színképük hasonlít a K osztály csillagaiéhoz, de megfigyelhetőek bennük a K osztályra nem jellemző CN és CH ionok sávjai.

#### N színképtípusú csillagok
Felszíni hőmérsékletük 2000 K alatti. Az Angelo Secchi által bevezetett osztályozási rendszerben a IV. osztálynak felelnek meg. Színképük hasonlít a K osztály csillagaihoz, de a C2 molekulasávok is feltűnnek bennük. Az R és N színképtípusú csillagokat korábban a színképükre jellemző szénmolekulák miatt egy osztályba sorolták; ez volt a C osztály (széncsillagok). Később két különböző osztályra bontották, attól függően, hogy a színképsávjaikat milyen típusú szénmolekula okozza.

#### S színképtípusú csillagok
Az M csillagok és a széncsillagok közötti, átmeneti jellegűek. A Harvard-féle spektrálklasszifikációs rendszerben ezen színképosztály csillagainak felszíni hőmérséklete a legalacsonyabb (3000–2000 K). Nevüket a belsejükben lejátszódó, ún. s-folyamatról kapták, ugyanis ezekben a csillagokban nagy számban vannak jelen az s-folyamat végtermékei. Maga a folyamat egy szabad neutron befogása és az ezt kísérő béta-bomlás (a neutron egy protonra és elektronra bomlik), aminek következtében eggyel nagyobb rendszámú elem keletkezik. Az s-folyamat a vasnál nagyobb tömegszámú elemek kialakulásának egyik lehetséges mechanizmusa. Az ilyen csillagok színképében a titán-oxid (TiO), szkandium-oxid (ScO) és vanádium-oxid (VO) kettős vonalain túl a Zr, Y és Ba vonalai is megtalálhatóak. Domináns még a neutrális technécium vonala és jelentős a LaO molekulasáv. Az S színképosztályba sorolt csillagok színképük alapján az M típusú csillagokhoz hasonlítanak, de spektrumukban igen jellegzetesek a ZrO, YO és LaO molekulasávok, valamint a Zr, Mo, Ba, Tc és egyes ritkaföldfémek vonalai. Minden ismert S típusú csillag óriás vagy szuperóriás – ilyenek például az S Ursae Majoris és a HR 1105 jelű csillag.

## Forró kék emissziós spektrumú csillagok osztályai
Néhány nagyon forró és kék csillag színképében a nitrogén és a szén emissziós vonalait láthatjuk. Ezek rendszerezésére a következő osztályokat állították fel:
W osztály. A W osztály a Wolf–Rayet-csillagokat (W-R csillagok) foglalja magában. Ezen csillagok leginkább az O típusúakhoz hasonlítanak. Színképükben a hidrogén és az ionizált hélium széles vonalai dominálnak, de láthatók benne a C, N és az O abszorpciós vonalai is. Felszíni hőmérsékletük 70 000 K fölötti. A napjainkban elfogadott elméletek szerint ezek olyan kettős rendszerek tagjai, amelyekben a kísérő „elszippantotta” a Wolf–Rayet-komponens külső rétegeit, ezért az észlelt színképben a normál csillagfelszín összetétele helyett a jóval fejlettebb belső részekét (C, N, O vonalak) figyelhetjük meg. A spektrum széles vonalai a csillagtól távolodó, sebes gázáramban keletkeznek. Színképük domináns spektrumvonalai alapján három alosztályba sorolhatóak: WC (széngazdagok, például a γ Velorum A), WN (nitrogéngazdagok, például WR 124), WO (színképük emissziós szén-, nitrogén- és oxigénvonalakban gazdag, például WR93B). Mindhárom alosztályban megkülönböztetünk korai és késői típusokat, ezeket az alosztály utáni E, illetve L betűkkel jelöljük. Élettartamuk mindössze néhány millió év, luminozitásuk a Napénak 105-szerese. Tömegük 20 naptömegnél nagyobb, amiből gyorsan vesztenek a nagyon erős (2000 km/s-nál nagyobb sebességű) csillagszél hatására. Amíg a mi Napunk évente 10−14 naptömegnyit veszít tömegéből, addig a Wolf–Rayet-csillagok esetében az évi tömegvesztés elérheti a 10−5 naptömeget. Ezek a csillagok a nagy tömegű csillagok fejlődésének kulcsfontosságú állapotában tartanak: ez a szupernóva előtti (preszupernóva) fázis. A Tejútrendszerben körülbelül 230, a Nagy Magellán-felhőben 100, a Kis Magellán-felhőben pedig 12 Wolf–Rayet-csillagot ismerünk. A Wolf–Rayet-csillagokat 1867-ben egy francia csillagász, Charles Wolf (Párizsi Obszervatórium) fedezte fel spektroszkópiai úton. A legjobban ismert (legkönnyebben látható) Wolf–Rayet-csillag a Gamma Velorum (γ Vel), ami egy 40°-os deklinációjú fényes csillag.

Az OC, ON, BC, BN osztályok lényegében átmenetek a Wolf–Rayet-csillagok és a rendes forró csillagok O és B osztályai között. Az OC osztályba tartozik például a HD 152249, az ON-be a HD 105056, a BC-be a HD 2905 és BN-be a HD 163181 csillag.
OB osztály valójában nem egy színkép, hanem valamely ismeretlen, korai (minden bizonnyal O vagy B színképtípusú) csillagra utaló jelölés. Az OB csillagok rendkívül forróak és nagy tömegűek. Élettartamuk rövid, sugárzási maximumuk az ultraibolya tartományba esik. Sugárzásuk ionizálja az őket körülvevő óriás molekulafelhőben (giant molecular cloud – GMC) lévő csillagközi (intersztelláris) gázt, amivel H II régiókat hoz létre. Az OB csillagokat Cameron Reed katalogizálta 2003-ban.

## Hideg vörös és barna törpék osztályai

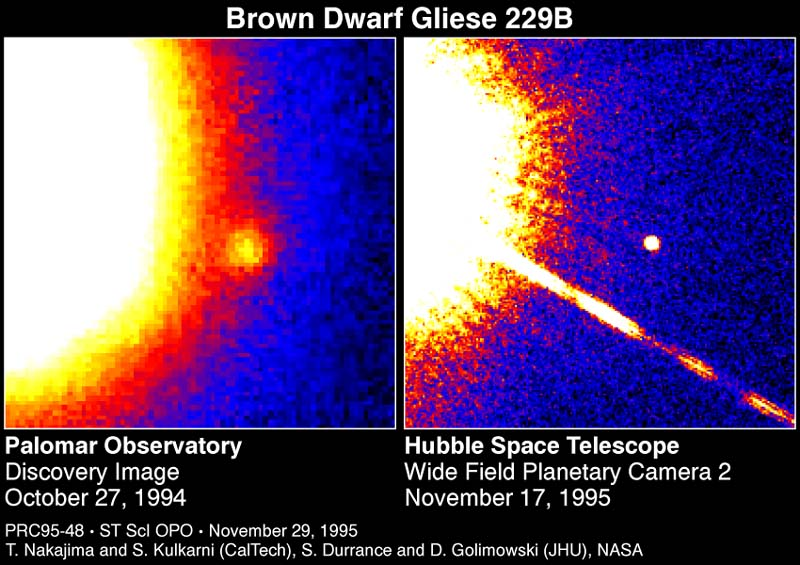
A kisebb objektum a Gliese 229B jelű barna törpe, ami a Gliese 229 körül kering. A páros a Nyúl csillagképben található, 19 fényévnyire a Földtől. A bal oldali felvétel a Palomar Obszervatóriumban (San Diego) készült, a jobb oldali pedig a Hubble-űrtávcső felvétele.

Az L és T osztályok az infravörösben sugárzó hideg csillagokra vagy barna törpékre utalnak, amelyek a vizuális tartományban nagyon halványak.

### L osztály
Felszíni hőmérsékletük 1300 és 2000 K közötti. Tömegük gyakran nem éri el a 0,08 naptömeget, ezért barna törpék, amelyekben nem indulhat be tartós termonukleáris fúzió. Elnevezésük onnan ered, hogy hidegebbek az M típusú csillagoknál. Az L típusú csillagok nem azonosak a lítiumtörpékkel, színképük nem tartalmaz lítiumot. Színük sötétvörös, sugárzási maximumuk az infravörös tartományba esik. Légkörük elég hideg ahhoz, hogy színképükben fémhidridek és alkáliföldfémek színképvonalai ill. színképsávjai előforduljanak.
Ezen csillagok egy része rendes csillag, más részük pedig törpecsillag vagy barna törpe. Ilyen csillagok például a VW Hyi – 2MASSW J0746425+2000321 kettős, amelynek A komponense egy L típusú törpecsillag, B komponense pedig egy L típusú barna törpe. L típusú rendes csillagra példa a V838 Monocerotis.

### T osztály
A T osztályba tartozó csillagok nagyon fiatalok és alacsony sűrűségűek. Többnyire csillagközi felhőkben fordulnak elő. Barna törpék, színképük komplex molekulákat, főként erős metánabszorpciós sávokat mutat. Prototípusuk az 1995-ben felfedezett Gliese 229B. Jelenlegi ismereteink szerint ez a leghidegebb színképosztály: effektív felszíni hőmérsékletük 1700 és 1200 K közötti. A 2MASS, az SDSS és az NTT deepfield égboltfelmérő programokban már több mint 2 tucat ilyen égitestet fedeztek fel. Ilyen típusú csillag például az ε Indi Ba & ε Indi Bb, amely egy erős metánvonalakat mutató hideg barna törpekettős.

### Y osztály
Az Y típusú csillagok sokkal hidegebbek, mint a T törpék. Ilyen égitesteket sokáig nem találtak, csak elméletileg modelleztek. Az első ilyen objektum (CFBDS J005910.83-011401.3) felfedezését 2008 áprilisában jelentették be, felszíni hőmérséklete mindössze 350 °C, légkörében kimutatták a barna törpékre jellemző metán mellett a csak az óriásbolygókra jellemző ammóniát is.

## A fehér törpék osztályozása
A legtöbb csillag életének végső stádiuma a fehér törpe állapot. A csillagoknak ez a kihűlési fázisa akár évmilliárdokig is eltarthat, ezért ezen égitestek előfordulása gyakori. Egyes becslések szerint a tejútrendszerbeli számuk meghaladja a fősorozati csillagokét. Alosztályokba való besorolásuk éppen emiatt szükséges. A fehér törpék megkülönböztetésére a „D-színképosztályt” vezették be. A besorolás az „atmoszférájuk” összetétele szerint történik. Az elsődleges jellemzők alapján megkülönböztetünk DA, DB, DO, DC, DQ, DZ, és DX osztályokat, amelyeket az alábbi tulajdonságok jellemzik:

DA: színképükben csak a hidrogén Balmer-sorozata figyelhető meg, annak ellenére, hogy hőmérsékletük alapján látni kellene fémek (kalcium, magnézium, vas) vonalait is. Semleges héliumvonalak nem jellemzőek.

DB: színképük alapján „atmoszférájuk” héliumban gazdag, a spektrumban a semleges hélium (hélium I) vonalai találhatóak meg. Hidrogén- és fémvonalakat nem mutat. Ez arra utal, hogy a fejlődésük végső fázisában vannak. Ebbe az alosztályba sorolható a Szíriusz B csillag.

DO: ionizált héliumban gazdag külső réteg, egyszeresen ionizált héliumvonalakat mutat.

DC: a fentebb említett típusok gyenge vonalai jellemzik a spektrumot, amely lényegében folytonos (kontinuum).

DQ: szénben gazdag „atmoszféra”, a szén atomi és molekuláris vonalai jellemzőek.

DZ: fémben gazdag „légkör” vagy külső réteg, magnézium (Mg I), kalcium (Ca I, Ca II) és/vagy vas (Fe I) vonalak találhatóak a spektrumban. Semleges hidrogén- és héliumvonalakat nem mutat a színképük.

DX: a spektrumvonalak nem eléggé tiszták, az égitest így a fenti osztályok egyikébe sem sorolható be.
A fehér törpék D osztályának 1-től 10-ig terjedő alosztályai vannak, ahol 1 a 37 500 K és 9 az 5500 K fölötti légköri hőmérsékletet jelzi. (A szám az effektív felszíni hőmérséklet Teff = 50 400 K alapján van definiálva.) Másodlagos légköri jellemzők alapján a fehér törpéket a P, H, E és V osztályokba sorolhatjuk, amelyek a következőképpen jellemezhetőek:

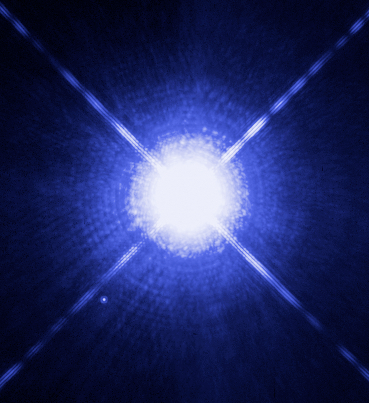
A Szíriusz A és – balra lent – apró kísérője a Szíriusz B a Hubble-űrtávcső felvételén. A Szíriusz B egy DB típusú fehér törpe.

P: mágneses fehér törpék, detektálható polarizációval.

H: mágneses fehér törpék, detektálható polarizáció nélkül

E: emissziós vonalakat mutatnak

V: változó színképet mutatnak
A rendszerezésbe, a fent említett osztályokon kívül, kiterjesztett fehér törpe osztályokat is bevezettek:

DAB: semleges hidrogénben és semleges héliumban gazdag fehér törpék

DAO: semleges hidrogénben és ionizált héliumban gazdag fehér törpék

DAZ: hidrogénben gazdag hideg fémes fehér törpék

DBZ: héliumban gazdag hideg fémes fehér törpék

DAV vagy zz Ceti: hidrogénben gazdag pulzáló fehér törpék

DBV vagy V777 Her: héliumban gazdag pulzáló fehér törpék

DOV vagy PG 1159: héliumban gazdag pulzáló fehér törpék
A fehér törpék első színképosztályozása Gerard Kuiper nevéhez fűződik (1941), azóta különböző klasszifikációs rendszereket javasoltak.

## Spektrális jellegzetességek
Vannak olyan csillagok, amelyeknek a spektruma nagyjából megfelel valamely színképosztálynak, de az átlagtól eltérő jellegzetességek is megtalálhatók bennük. Ilyenkor a jellegzetességet egy-egy betűvel jelöljük:
| Rövidítés                                          | Leírás |
| -------------------------------------------------- | --- |
| :                                                  | bizonytalan spektrális tulajdonságú csillag |
| …                                                  | leírhatatlan spektrális különlegességek |
| !                                                  | speciális különlegességek |
| comp                                               | ún. kompozitspektrum, ami az egymásra rakódott színképek eredője, egy csillag színképében több színképosztály markáns jegyei figyelhetőek meg.   |
| e                                                  | emissziós vonalak (jelenlétüket csak olyan színképosztályú csillagok esetén jelzik külön, amelyeknél az emissziós vonalak megjelenése szokatlan) |
| [e]                                                | tiltott emissziós vonalak |
| er                                                 | „fordított” emissziós vonalak, a vonalak közepe gyengébb, mint a szélei                                                                          |
| ev                                                 | változásokat mutató spektrális emisszió |
| f                                                  | NIII és HeII ionizált emissziós vonalak találhatók a színképben                                                                                  |
| (f)                                                | gyenge emissziós héliumvonalak |
| ((f))                                              | nincs benne a hélium emissziós vonala |
| He wk                                              | gyenge héliumvonalak |
| k                                                  | a csillagközi kalcium vonalai is fellelhetők benne.                                                                                              |
| m                                                  | a fémvonalak az ionizált Ca-nak a H- és K-vonalához képest erősek. Ezeket a csillagokat fémcsillagoknak is nevezzük.                             |
| n                                                  | diffúz spektrumvonalak |
| neb                                                | a csillag színképére rárakódik a körülötte lévő köd színképe.                                                                                    |
| nn                                                 | különösen diffúz spektrumvonalak |
| p                                                  | pekuliáris (különleges) csillagok, amelyeknek egyedi tulajdonságaik is vannak.                                                                   |
| pq                                                 | pekuliáris spektrum, hasonlít a nóvák spektrumához                                                                                               |
| q                                                  | kék- és vöröseltolódást mutató vonalak |
| s                                                  | éles vonalak |
| sh                                                 | „shell” csillag B és F közötti fősorozati csillagok gázburkától eredő emissziós spektrumvonalak.                                                 |
| ss                                                 | különösen éles vonalak |
| v vagy var                                         | változó spektrum |
| w, wl, wk                                          | gyenge vonalak |
| wl                                                 | fémszegény csillagok |
| d Del                                              | A vagy F színképtípusú óriások gyenge kalcium H és K vonalakkal, prototípusuk a δ Delphini                                                       |
| d Sct                                              | A vagy F színképtípusú csillagok, spektrumuk hasonlít a rövid periódusú változókhoz, prototípusuk a δ Scuti                                      |
| A csillag luminozitására utaló jelölések           | |
| d                                                  | fősorozati csillagok/törpecsillagok színképe |
| g                                                  | óriáscsillagok színképe |
| sd                                                 | szubtörpék színképe |
| W vagy D                                           | fehér törpék színképe (például WA5) |
| Ha a spektrum anomális erősségű fémvonalakat mutat | |
| Ba                                                 | abnormálisan erős báriumvonalak |
| Ca                                                 | abnormálisan erős kalciumvonalak |
| Cr                                                 | abnormálisan erős krómvonalak |
| Eu                                                 | abnormálisan erős európiumvonalak |
| He                                                 | abnormálisan erős héliumvonalak |
| Hg                                                 | abnormálisan erős higanyvonalak |
| Mn                                                 | abnormálisan erős mangánvonalak |
| Si                                                 | abnormálisan erős szilíciumvonalak |
| Sr                                                 | abnormálisan erős stronciumvonalak |
| Fehér törpék spektrális jellegzetességei           | |
| P                                                  | polarizált fény |
| H                                                  | mágneses mező |
| V                                                  | változócsillag |
| PEC                                                | létezik spektrális különlegesség |

A spektrum megadásánál ezenkívül fel szokás tüntetni a színképosztály jele előtt, hogy a csillag törpe (d: dwarf) vagy óriás (g: giant)
A Henry Draper-féle katalógus és az azt kiegészítő Henry Draper Extentions (HDE) 360 ezer csillag színképtípusát tartalmazza. Ennek több, mint 200 000 csillagát Miss Annie Cannon osztályozta 1911 és 1914 között. Ez a fajta spektrálklasszifikáció azonban még nem elegendő ahhoz, hogy pontos képet nyújtson a csillag légkörében uralkodó állapotokról.

## A Hertzsprung–Russell diagram

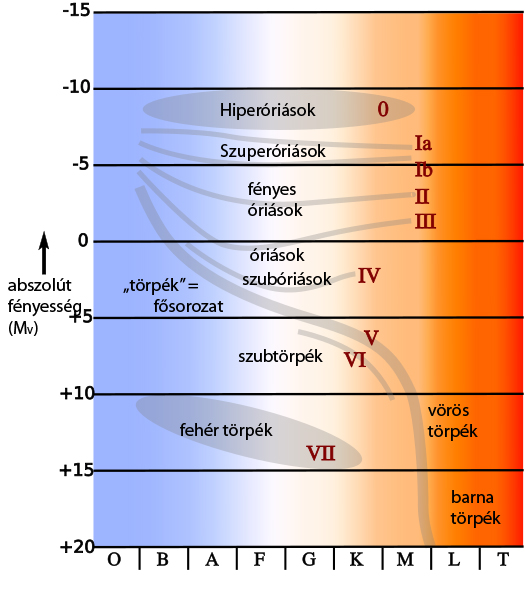
A Hertzsprung–Russell diagram. A vízszintes tengelyen a csillagok felszíni hőmérséklete és Harvard-féle színképosztálya, a függőleges tengelyen pedig a vizuális magnitúdóban mért abszolút fényességük van feltüntetve. A szürke mezők a csillagok luminozitási osztályait jelzik. Napunk, mint a legtöbb csillag, a főágon (V luminozitási osztály) helyezkedik el.

A színképosztályozás megalkotását követően Einar Hertzsprung és tőle függetlenül Henry Norris Russell megfigyelték, színképtípusú csillagoknak azonos hőmérséklet mellett is lehet különböző a spektrumuk. Ezt a problémát már nem tudták az alosztályokba való sorolással megoldani, így készítettek egy újabb osztályozást, amely a csillagok luminozitásán (fényességén) alapul. Megvizsgálva a csillagok színképtípusát és hőmérsékletét, arra a következtetésre jutottak, hogy a luminozitás alapján is osztályokba sorolhatóak a csillagok. Az ezt kifejező diagramot a két csillagász tiszteletére Hertzsprung–Russell diagramnak nevezték el. A diagram függőleges tengelyén az abszolút fényesség vagy a luminozitás (Nap-luminozitás egységekben) szerepel, vízszintes tengelyén pedig a színképtípus, vagy a felszíni hőmérséklet.
A csillagok életútjuk során mind luminozitásukat, mind színképüket változtatják. Ezen a lassú változáson kívül, bizonyos köztes fejlődési fázisban, az úgynevezett változócsillagok, gyors színkép és luminozitás-módosulást is mutathatnak. A luminozitási osztályok érzékeltetésére a Hertzsprung–Russell diagramot sematikus sávokra osztották, amelyekben az egyes luminozitási osztályok képviselői helyezkednek el.

## A csillagok kémiai összetétele
A színképelemző műszerek fejlődésével és a csillagok légkörének modellezésével egyre több csillag légkörének kémiai összetételét állapították meg. Ez alapján arra következtetésre jutottak, hogy a hidrogéntől és a héliumtól eltekintve, a csillagok légköre a hibahatáron belül azonos összetételű. Ha a nehezebb elemeket (a héliumnál nehezebb összes elemet a csillagászatban fémnek hívják) vizsgáljuk, ritkaságnak számítanak azok a csillagok, amelyek légköre a Napétól jelentősen eltérő kémiai összetételű. Ez jellemző az extragalaxisok csillagaira is. A Nap légköre tehát kémiai összetétel szempontjából etalonként szolgál.
A csillagok kémiai összetételének megállapítására a legegyszerűbb módszer a növekedési görbe meghatározása. A növekedési görbe megadja, hogy valamely meghatározott kémiai elem meghatározott színképvonalának ekvivalens szélessége hogyan függ az elem atomjainak térfogategységenkénti számától. A növekedési görbe alakja ugyanis függ a csillag légkörének modelljétől, aminek segítségével kapott kémiai összetétel csak bizonyos pontossággal adható meg. Vannak csillagok, amelyeknek kémiai összetétele jelentősen eltér a kozmikus elemgyakoriságtól. Ezeket anomális kémiai eloszlású csillagoknak nevezzük. Ilyenek például:
Ap v. Bp csillagok: spektrumukban alapján a ritka földfémek (például lantán, cérium, európium) túlpopuláltságot mutatnak. Légkörük hőmérséklete 9 – 10 000 K. Sokukban jelentős a mágneses tér, a jelenleg mért legnagyobb térerősség az ilyen csillagokban a földi érték hetvenezerszerese. Mivel e csillagok színképében általában a hidrogén vonalai uralkodnak, a fémek anomális mennyisége a színképet csak kevéssé változtatja meg. Az anomáliára még nincs egységesen elfogadott magyarázat.
Am csillagok: spektrumuk alapján a kalcium-alulpopuláltságot, a Fe csoport pedig túlpopuláltságot mutat.
Báriumcsillagok: G8-K2 színképosztályú óriáscsillagok, légkörük s-folyamat során keletkezett izotópokról árulkodik: Ba II és Ba III-vonalak 455,4 nm-nél, Sr II és Y II vonalak. Spektrumukra jellemzőek még CH, CN és C2 molekulasávok. A báriumcsillagok osztályát William Bidelman and Philip Keenan definiálta. Radiális sebességük kísérleti tanulmányozásából arra következtettek, hogy minden báriumcsillag kettőscsillag.
Az IUE (International Ultraviolet Explorer – nemzetközi ultraibolya felfedező) műhold több báriumcsillag-rendszerben fehér törpéket talált.
Pekuliáris vörös óriások: rendszerint a szén, valamint a periódusos rendszer 6. és 7. periódusába tartozó elemek gyakorisága haladja meg messze az átlagosat. Ezekben a késői típusú csillagokban az anomális elemgyakoriságok a színképet jelentős mértékben megváltoztatják, lehetetlenné téve ezzel a klasszikus osztályba való besorolásukat. A leggyakoribb anomáliák számára külön osztályokat nyitottak: a C típusú csillagokban rendszerint a szén mennyisége haladja meg az oxigénét, az S típusra pedig erős cirkónium-oxid sávok jellemzőek.
C típusú csillagok: széncsillagoknak is nevezzük őket, általában K vagy M színképtípusúak, az átlagosnál több szenet tartalmaznak ami miatt C betűvel jelölik őket. Színképükben többnyire C2, cián és szénhidrogén-gyök vonalak fordulnak elő, bennük a szén és az oxigén elemgyakorisága 4-5-ször nagyobb, mint a normális csillagok esetében. A szénvegyületek a spektrum kék részében az intenzitást jelentősen gyengítik, így ezek a csillagok vörösek. Az R típusú csillagok felszíni hőmérséklete magasabb és inkább a K típusú csillagokra hasonlítanak, míg az N típusúak hidegebbek, fizikai tulajdonságaik miatt inkább az M csillagokhaz állnak közelebb. A széncsillagok többsége óriás vagy szuperóriás, de előfordulnak közöttük fősorozati csillagok (törpék) is. Több alosztályba soroljuk őket, megkülönböztetünk klasszikus (C-R, C-N) és nem klasszikus (C-J, C-H, C-Hd) osztályokat. A C-R, C-N és C-H osztályokat 1993-ban vezette be Philip Keenen a Morgan-Keenan osztályozási rendszer kiegészítésénél. Ehhez adták hozzá a C-J és C-Hd alosztályokat. Csak később vezették be a ma is használatos rendszert.
- C-R: Színképük alapján a késői G vagy a korai K típusú csillagoknak felelnek meg. Néhány C-H típusú csillag kivételével a széncsillagok közül a legforróbbak. Színképük erős izotópsávokat mutat, az I. populációs csillagok közé tartoznak. A legelfogadottab elméletek szerint vörös óriások. Ilyen csillag például az S Camelopardalis.
- C-N: A széncsillagok legjobban ismert alosztálya, mivel az egyedüli típus, amelyek – főként infravörös tartományban – könnyen detektálható. Színképük alapján a késői K és M csillagoknak felelnek meg. Színképük erős diffúz spektrumvonalakat mutat a látható kék tartományban. A ritka I. populációhoz tartoznak, elméleteink szerint az aszimptotikus óriáság (AGB) csillagai. Ilyen csillag például az R Leporis.
- C-J: a hideg C csillagok egyik alcsoportja, magas a 13C-tartalma. Színképük erős szénhidrogén-gyök és C2 sávokat mutat. Ilyen csillag például az Y Canum Venaticorum.
- C-H: A II. populáció fényes óriás csillagai, hasonlítanak a C-R csillagokhoz. Színképük erős abszorpciós CH-sávokat mutat. Többnyire kettős rendszerekben fordulnak elő. Ilyen csillagok például a V Arietis és a TT Canum Venaticorum[19]
- C-Hd: HdC-csillagoknak is nevezik őket, rövidítésük a Hydrogen deficient C stars angol kifejezésből ered, tehát hidrogénhiányos fényes óriáscsillagok. Hasonlítanak a késői G típusú csillagokhoz, színképükben a hélium dominál, de előfordulnak benne CH és C2 színképsávok is. A ritka I. korongpopulációhoz tartoznak. Ilyen csillag például a HD 137613.

MS és SC osztályok: az M és S, illetve az S és C osztály közötti átmenetek, a nevük is innen ered. Az M – MS – S – SC – N sorban jobbra haladva nő a csillagokban a szén gyakorisága. Átmeneti jellegű csillag az R Serpentis, ST Monocerotis (fősorozat – MS), a CY Cygni és a BH Crucis (SC).
Héliumcsillagok: hélium-túlpopuláltságot mutatnak de ugyanakkor a nehezebb elemek is megtalálhatóak a színképükben. Mindezektől függetlenül normális csillagok, légkörükben a nehézségi gyorsulás akkora vagy kisebb, mint a Nap felszínén. Két nagy osztályba soroljuk őket. Az egyik osztályba körülbelül egyharmad részük tartozik. Ezek szélsőséges hidrogénhiányukkal tűnnek ki, szemben a másik osztállyal, ahol a hidrogén mennyisége normálisnak mondható.
L típusú csillagok:Felszíni hőmérsékletük 1300 és 2500 K közötti. Törpecsillagok vagy szubcsillagok feltűnő szénhidrogén és alkálifém vonalakkal. L törpéknek vagy lítiumtörpéknek is nevezik őket, mivel több ilyen objektumban nem játszódik le nukleáris fúzió. Színük sötétvörös, infravörös tartományban a legfényesebbek. Légkörük elég hideg ahhoz, hogy szénhidrogén és alkálifém vonalakat tartalmazzon a színképük. L típusú csillagok: 2MASSW J0746425+2000321 kettős (A komponense egy L típusú törpecsillag, B komponense egy L típusú barna törpe.)
T Tauri csillagok: fiatal képződmények, világító és sötét ködök környezetében találhatóak, feltehetően ezekből keletkeztek. Névadójuk prototípusuk, a Bika csillagkép T Tauri változócsillaga. Szabálytalan (irreguláris) fényességváltozásokat mutatnak. Felszíni hőmérsékletük 3500-7000 K. Színképük az erős emissziós vonalak mellett ún. tiltott vonalakat is tartalmaz, amelyek csak extrém alacsony sűrűség mellett jöhetnek létre. A színképvonalak jellegzetessége még a kékeltolódás, ami anyagkiáramlásra utal. A flercsillagokhoz hasonlóan még valamivel a főág fölött vannak, amit csak később érnek el. A T Tauri csillagok többnyire csoportokban fordulnak elő, amelyek – hasonlóan az OB asszociációkhoz – sűrű csillagközi felhők szomszédságában helyezkednek el. Infravörös sugárzásuknak köszönhetően nagy számban fedeztek fel ilyen objektumokat az Ophiuchus-porködben.
Mágneses csillagok: színképvonalaik (Si, He, Ca, Ba, Mg, Sr, Ti) intenzitás-változásával egyidejűleg változik a fényességük. Szinte minden mágneses csillag ezen kívül mágneses térerősség-változásokat mutat, alkalmanként pedig pólusátfordulás is megfigyelhető. A térerősségváltozások néha szigorú periodikusságot mutatnak, néha pedig szabálytalan változásokat figyelhetünk meg. A Canes Venatici (Vadászebek) csillagkép legfényesebb csillaga esetében például – 0,14 és + 0,16 T közötti mágneses térerősségváltozás figyelhető meg 5 és fél napos periódussal. A mágneses tér változásával együtt 0,2 magnitúdós fényességváltozást mutat.

### Az anomális kémiai összetétel magyarázata
A legújabb csillagászati kutatások arra következtetnek, hogy az anomális kémiai összetétel hátterében a csillaganyag enyhe „keveredése”, vagy éppen ennek hiánya áll.
- Túl erős a csillagban az anyag keveredése, amit a csillag egészét átható konvekció vagy a nukleáris égéstermékek légkörbe kerülése okoz. Feltehetően ezzel magyarázható a pekuliáris vörösóriásoknál és a HdC-csillagoknál jelentkező anomália.
- A csillag légköre – a lassú forgás, erős mágneses tér miatt – szokatlanul nyugodt. A turbulencia hiánya miatt létrejön a molekuláris diffúziós egyensúly, az atomok és ionok súly és fotonbefogási keresztmetszet szerinti elkülönülése. Feltehetően ez a jelenség okozza a fémvonalas csillagoknál a rendellenességet.
- A csillag környezetéből is vehet fel szokatlan összetételű anyagot, például az intersztelláris térből vagy a kettőscsillagok a komponensükről.

A fehér törpék kivétel nélkül anomális összetételűek: 80%-uk színképében kizárólag hidrogén vonalak, 10%-uk színképében csak a hélium széles vonalai (DA-, DB-, DO-típusok) találhatóak, további 10%-uk pedig – a hidrogén és hélium mellett – fémvonalakat (is) mutat. A fehér törpék anomális kémiai összetételében a fent felsorolt folyamatok mindegyike szerepet játszik.

## A Yerkes színképosztályozási rendszer
| Yerkes spektrálklasszifikációs rendszer | Yerkes spektrálklasszifikációs rendszer | Yerkes spektrálklasszifikációs rendszer                        | Yerkes spektrálklasszifikációs rendszer                                    |
| Osztály                                 | Alosztályok                             | Leírás                                                         | Példák                                                                     |
| --------------------------------------- | --------------------------------------- | -------------------------------------------------------------- | -------------------------------------------------------------------------- |
| 0                                       | -                                       | hiperóriások                                                   | ε Carinae (Ia-0, pekuliáris spektrum)                                      |
| I                                       | Ia, Iab, Ib                             | fényes szuperóriások                                           | Deneb (A2Ia színkép), Betelgeuse (M2 Ib)                                   |
| II                                      | IIa, IIab, IIb                          | fényes óriások                                                 | β Scuti vagy HD 173764 (G4 IIa), HR 8752 (G0 Iab), HR 6902 (G9 IIb)        |
| III                                     | IIIa, IIIab, IIIb                       | (normális) óriások                                             | ρ Persei (M4 IIIa), δ Reticuli (M2 IIIab), Pollux (K2 IIIb)                |
| IV                                      | IVa, IVab, IVb                          | szubóriások                                                    | ε Reticuli (K1-2 IVa-III), HR 672 A (G0.5 IVb), AD Leonis (M4 Vae színkép) |
| V                                       | Va, Vab, Vb                             | fősorozatbeli csillagok (törpék)                               | Nap (G2 V)                                                                 |
| VI                                      | -                                       | szubtörpék                                                     | Kapteyn-csillag (HD 33793), Groombridge 1830, 2MASS J05325346+8246465      |
| VII                                     | -                                       | fehér törpék                                                   | Szíriusz B                                                                 |
| Kiegészítő jelölések                    |                                         |                                                                |                                                                            |
| jel                                     | példa                                   | értelmezés                                                     | értelmezés                                                                 |
| -                                       | G I-II                                  | színképe alapján a csillag átmenet az I és II osztályok között | színképe alapján a csillag átmenet az I és II osztályok között             |
| +                                       | O Ia+                                   | Ia színképtípusnál fényesebb csillagok                         | Ia színképtípusnál fényesebb csillagok                                     |
|                                         | M IV/V                                  | a csillag M IV vagy M IV típusú                                | a csillag M IV vagy M IV típusú                                            |

Idővel kiderült, hogy azonos színképosztályú csillagokhoz többféle tömeg és luminozitásérték is tartozhat, így szükségessé vált, hogy az osztályozásban a felületi hőmérsékleten kívül a csillagfejlődésben elfoglalt állapotukat is hozzárendeljék a csillagokhoz. William W. Morgan, Philip C. Keenan és Edith Kellman, a Yerkes Obszervatórium kutatói, kidolgozták a csillagok kétdimenziós spektrálklasszifikációját.
A Harvard-féle osztályozáshoz hasonlóan ez is empirikus rendszer, itt római számokkal jelzett luminozitási osztályokat különböztetünk meg. (A luminozitást a {\displaystyle L=4\pi R^{2}\sigma T_{e}^{4}} képletből számíthatjuk ki, ahol L a luminozitás, {\displaystyle \sigma } a Stefan–Boltzmann állandó, R a csillag sugara, Teff pedig az effektív felületi hőmérséklete. A tömeg és a luminozitás között a fősorozati csillagoknál durván az alábbi összefüggés áll fenn: {\displaystyle L\approx M^{3,5}}.) A csillagok asztrofizikai állapotára tehát nem csak színképtípusuk, de luminozitási osztályuk is jellemző. Napunk például G2V típusú csillag, ahol a G2 jel csillagunk sárgás színére utal, a V szám pedig arra, hogy a Nap fősorozati csillag.
Az MKK-rendszer további finomítására 1930-ban William Morgan az I. luminozitási osztályon belül bevezette az Ib, Iab, Ia, Ia-0 alosztályokat. Az egyes luminozitási osztályba tartozó csillagok gyakorisága eltérő. A statisztikai vizsgálatokból azt a következtetést vonhatjuk le, hogy minden egyes szuperóriásra jut körülbelül 10³ óriáscsillag, 107 fősorozati törpe, 104 szubtörpe, és durva becslések alapján 106 fehér törpe.
Később, 1953-ban a standard csillagok és az osztályozás kritériumainak többszörös átdolgozása után, a rendszerezési sémát a három asztrofizikusról MKK-osztályozásnak nevezték el.

A Morgan-Keenan színképosztályozási rendszer

A csillagok életútjuk során mind luminozitásukat, mind színképüket változtatják. Ezen a lassú változáson kívül, bizonyos köztes fejlődési fázisban, az úgy nevezett változócsillagok, gyors színkép- és luminozitásmódosulást is mutathatnak. A luminozitási osztályok érzékeltetésére a Hertzsprung-Russell diagramot sematikus sávokra osztották, amelyekben az egyes luminozitási osztályok képviselői helyezkednek el. Az MMK-féle osztályozásban olyan spektrumvonalakat is figyelembe vesznek, amelyek tulajdonságaiból a csillag felszíni gravitációjára lehet következtetni. Egy óriáscsillag felszíni gravitációs gyorsulás a sokkal kisebb, mint egy törpecsillag esetében ({\displaystyle g={\frac {GM}{R^{2}}}} és az óriáscsillagok esetében a sugár sokkal nagyobb mint a törpék esetében).
A kisebb gravitációs gyorsulás kisebb sűrűséget és gáznyomást eredményez, ami befolyásolja az adott gázban kialakuló színképvonalak profilját.
Az MKK-osztályozás gyakorlatban a Yerkes Színképatlasz standardcsillagaival való összehasonlítás alapján, becsléssel történik.

## Egyéb színképosztályozási rendszerek

### Secchi-féle osztályozás
Angelo Secchi elsőként javasolta (1863-1867) a csillagok osztályokba való sorolását.
- I osztály: fehér vagy kék csillagok, színképükben erős hidrogénvonalak és fémvonalak mutatkoznak. (modern A osztály)
- II. osztály: erősen hidrogénszegény sárga csillagok, fémvonalakat mutatnak. (modern G és K osztály)
- III. osztály: narancssárga színű csillagok, összetett színképsávokkal. (modern M osztály)
- IV. osztály: vörös csillagok, jelentős mértékben mutatnak szénvonalakat és -sávokat. (széncsillagok)
- V. osztály: emissziós vonalakat mutatnak.

Ennek az osztályozási rendszernek a továbbfejlesztésével született meg a Harvard-féle klasszifikáció. 

### Chalonge-Barbier-Divan-féle osztályozási rendszer
A két leggyakrabban használt osztályozási rendszeren (Harvard- és Yerkes-féle) kívül még többféle létezik, ezek közül legfontosabb a Daniel Chalonge, Martial Barbier és L. Divan asztrofizikusok által kidolgozott szisztéma. Az előző kettővel ellentétben itt az osztályozás alapjául szolgáló mennyiségeket fotometriai úton mérni lehet: a spektrumok a Balmer-ugrás nagysága (D), helyzete (λ1) és a Φb kék gradiens számhármassal jellemezhetőek. Tapasztalati alapon egyértelmű kapcsolatot sikerült megállapítani a színképtípus, a luminozitási osztály illetve a Chalonge-paraméterek között.

## Az UBV-rendszer
Az UBV-rendszer – ami Harold Johnson-féle rendszer néven is ismert – lényegében a csillagok fotometriai osztályozását jelenti. Az U, B és V jelzések a csillag UVB- rendszerben mért ultraibolya, kék és vizuális magnitúdóját jelentik.
Ennek a módszernek a felfedezése (1950) Harold Johnson és William Wilson Morgan amerikai csillagászok nevéhez fűződik.
Ezt a módszert a halvány csillagok statisztikai vizsgálatára alkalmazzák. Az eljárás lényege az, hogy viszonylag széles hullámhossztartományban a színkép legjellemzőbb helyeiről vesznek mintát a csillagok fényéből. Az így kapott fényességértékeket a tartományra jellemző színekre utaló indexszel látják el, és színfényességnek nevezik. Legtöbbször a fent említett három tartományban szokás fényességet mérni.
Ha a különböző tartományokban számított abszolút fényességek különbségét képezzük, akkor az ún. színindexeket kapjuk. Háromszín-rendszer esetén ezek közül kettő független, amit általában így jelölünk: U – B és B – V. A színindexek használata megkönnyíti a csillagok fejlődésének tanulmányozását és segít meghatározni távolságukat és korukat. Ebből pedig következtetni tudunk a csillagközi tér esetleges fényelnyelésére is. A színindexek szoros kapcsolatban állnak a csillag felszíni hőmérsékletével azzal együtt változnak. Az O és B típusú csillagok esetében a kék és a vizuális fényrend különbsége negatív, az A típusnál nulla, az F, G, K és M színképosztályba tartozó csillagok esetében pedig egyre nagyobb pozitív érték.

## A csillagok színképosztályának megállapítása a gyakorlatban. Standardcsillagok
Egy nagy látószögű Schmidt-távcső fényútjába néhány fokos prizmát helyeznek, így a fotolemezen megjelenik minden csillagnak a színképe. Az így kapott spektrumok felbontása azonban nagyon gyenge, részletes tanulmányozásra nem alkalmas, viszont megfelel a spektrálklasszifikáció törvényeinek.
Minden színképosztályhoz és alosztályhoz tartoznak standardcsillagok, melyeknek spektráltípusa adott. Ismeretlen spektráltípusú csillagok esetében a színképosztályokba történő besorolásnál az adott műszerrel először a standardcsillagról kell objektívprizmás felvételt készíteni, majd a kapott spektrumot a csillagéval összehasonlítani.
Az alábbi táblázat a különböző színképosztályokhoz tartozó standardcsillagokat mutatja:
| Színképosztály | Standardcsillag(ok)       | Színképosztály | Standardcsillag(ok) |
| -------------- | ------------------------- | -------------- | ------------------- |
| O5             | BD 4o1302                 | F2             | π Sagittarii        |
| O6             | BD 44o3639                | F5             | α Canis Minoris     |
| O7             | S Monocerotis, g Sagittae | F8             | β Virginis          |
| O8             | λ1 Orionis, A Cygni       | G0             | α Aurigae           |
| O9             | 10 Lacertae, BD 34o98     | G2             | Nap                 |
| B0             | ε Orionis                 | G5             | χ Geminorum         |
| B1             | β Canis Maioris           | K0             | α Bootis            |
| B2             | γ Orionis                 | K2             | β Cancri            |
| B3             | π4 Orionis                | K5             | α Tauri             |
| B5             | q Tauri                   | M0             | β Andromedae        |
| B8             | β Persei                  | M2             | α Orionis           |
| B9             | λ Aquilae                 | M3             | π Aurigae           |
| A0             | α Canis Maioris           | M6             | ρ Persei            |
| A2             | γ Ursae Maioris           | R0             | BD10o5057           |
| A3             | τ3 Eridani                | R3             | BD+5o5223           |
| A5             | β Trianguli               | R8             | BD-3o1685           |
| F0             | δ Geminorum               | N0             | 19 Piscium          |

## Az aszteroidák színképosztályozása

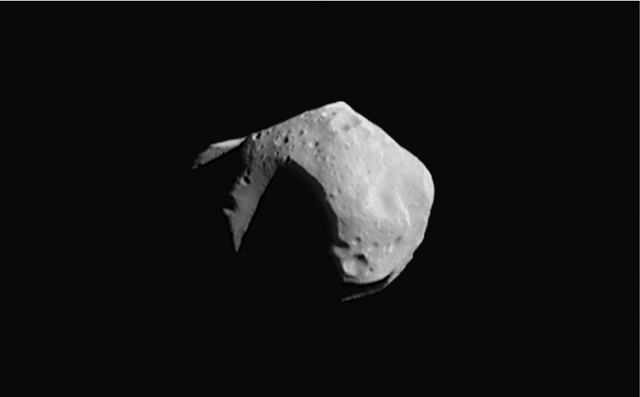
A 253 Mathilde, egy C típusú aszteroida

A kisbolygók (aszteroidák) – hasonlóan a csillagokhoz – színképük alapján osztályozhatóak. Az osztályozás itt azonban nem csak a felszínt alkotó anyagoktól, hanem a felszín állapotától is függ. Ez alapján a következő osztályokba csoportosíthatóak:

A típus: extrém vörös színű aszteroidák erős abszorpciós vonalakkal, amelyek olivin jelenlétére utalnak. Felszínüket 1 µm vastag olivinréteg borítja. Előfordulásuk ritka a belső aszteroida övben.

B típus: tulajdonságaikban a C típusra hasonlítanak, albedójuk viszont nagyobb. Látható spektrumtartományban kék színűek. Nagyon ritka típus. Az aszteroidák C csoportjába tartoznak.

C típus: Színképük kondrit és hidratált szilikátok jelenlétére utal. Előfordulásuk gyakorisága 75%. Főleg a Naptól távol gyakoriak. Igen sötétek, geometriai albedójuk 0,065 alatti.

D típus: Színképük szilikátok és szén jelenlétére utal. Albedójuk nagyon alacsony. A külső aszteroidaövben, és azon kívül találhatóak. Ilyen típusú aszteroidák például a 152 Atala, 588 Achilles, 624 Hektor és a 944 Hidalgo.

E típus: nagy albedójúak, ensztatit akondritok olvadásos-üvegesedéses folyamatokkal. A Naphoz közelebb gyakoribb.

F típus: általánosságban a B típushoz hasonlítanak. Gyenge abszorpciós vonalakat mutatnak az ultraibolya tartományban.

G típus: általánosságban hasonlít a C típusra, de azzal ellentétben az ultraibolya tartományban spektruma 0,5 μm-nél kisebb hullámhosszakon erős abszorpciós vonalakat tartalmaz.

J típus: színképük hasonlít a V típushoz, de velük ellentétben 1 μm-en vastag abszorpciós sávot mutatnak. Ilyen típusú aszteroidák például a 2442 Corbett, a 3869 Norton, a 4005 1979 TC2 és a 4215 1987 VE1.

K típus: viszonylag ritka.

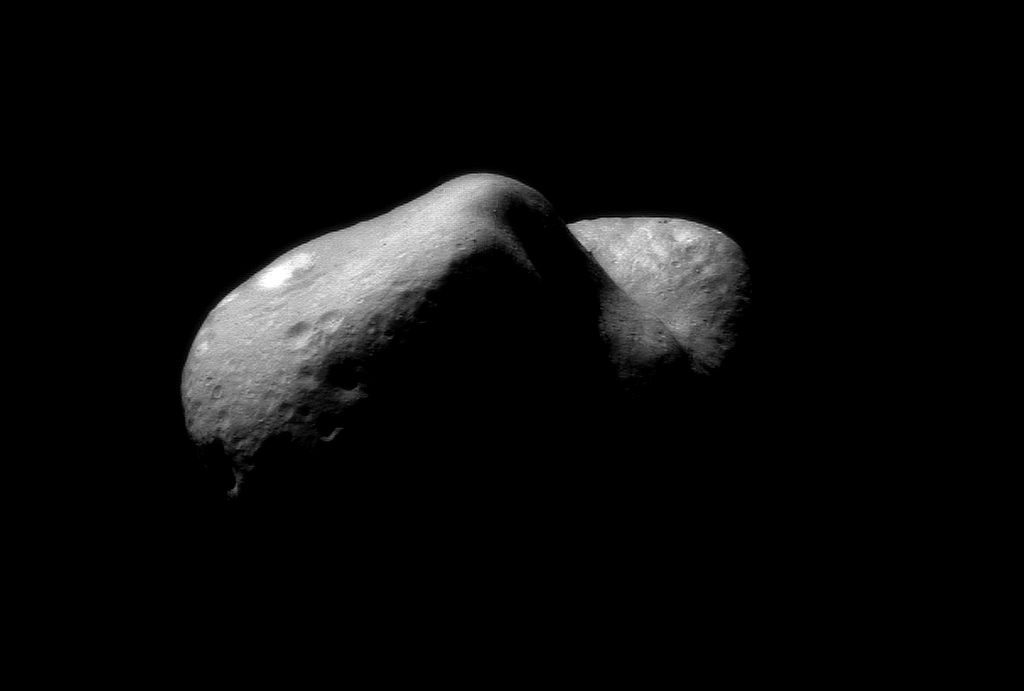
A 433 Eros, egy S típusú aszteroida

L típus: a vörös színképtartományban a legfényesebbek. Viszonylag ritka típus. Ide sorolhatóak a 387 Aquitania, 102 Miriam, 274 Philagoria, 728 Leonisis és a 980 Anacostia aszteroidák.

M típus: egyike a három alapvető aszteroida-típusnak az S és C típusok mellett. Spektrumuk alapján fémekből (vas, nikkel stb.) állnak. Valószínűleg nagy, ősi aszteroidák ütközéssel feltárt magjai. Viszonylag fényesek, albedójuk 0,1 – 0,2. Ilyen típusú aszteroidák például a 369 Aëria és a 132 Aethra.

P típus: színképük szilikátok és szén jelenlétére utal. Albedójuk rendszerint alacsony. A külső aszteroidaövben illetve azon kívül találhatóak.

Q típus: színképük alapján átmenetet képeznek az S és V típusok között. Viszonylag ritka aszteroidák, a belső aszteroidaövben találhatóak. Felszínüket erős, 1 mikrométer vastag olivin- és piroxinréteg alkotja. Ilyen típusúak például az 1862 Apollo és a 2063 Bacchus.

R típus: színképük alapján átmenetet képeznek a V és az A típusú aszteroidák között. A belső aszteroidaövben találhatóak, fényesek. Az IRAS infravörös csillagászati műhold több ilyen aszteroidát talált, ilyenek például a 4 Vesta, 148 Gallia, 246 Asporina, 349 Dembowska, 571 Dulcinea és a 937 Bethgea.

S típus: a legheterogénebb osztály, a Naphoz relatíve közel (nagyjából a Föld távolságában) jellemzők. Albedójuk 0,07–0,23 közé esik. Különböző szilikátok alkotják, felszínükön gyakran figyelhetünk meg sok port, vagy olvadásos-üvegesedéses folyamatok nyomát, amit a fiatal Nap erős sugárzása okozott. Hét alosztályukba ezek alapján lehet további besorolásukat végezni. Az aszteroidák hozzávetőleg 17%-a ebbe a típusba sorolható. A legnagyobb ilyen típusú aszteroida a 15 Eunomia (kb. 330 km hosszú).

V típus: bazalt anyagú égitestek, jól meghatározott (a Vesta kisbolygóhoz hasonló) pályán keringenek, és valószínűleg a Vesta töredékei. Vesztoidáknak is nevezik őket.

## Lásd még
- Nap
- csillag
- Csillagászati színképelemzés – az asztrofizika egyik legeredményesebb vizsgálati módszere
- Asztrofizika – a csillagok állapothatározói
- Hertzsprung-Russell diagram – alapvető összefüggés a csillagok állapothatározói között

### Magyar nyelvű
- Színképek osztályozása
- ELTE: A csillagok színe, spektrálklasszifikáció
- Vinkó József-Szatmáry Károly-Kaszás Gábor-Kiss László: A csillagok színképe
- Hebling János, Almási Tibor: Képalkotás és spektroszkópia THz-es sugárzással: a csillagászattól az orvosi alkalmazásokig. Magyar Tudomány 2005. 12. sz. ISSN 0025-0325 (teljes szöveg elérhető itt )
- Vinkó József – Szatmáry Károly – Kaszás Gábor – Kiss László: A csillagok színképe. Meteor Csillagászati évkönyv 1998 (kiadja a Magyar Csillagászati Egyesület )
- Nyerges Gyula: A csillagok színképe – Előadás a Polaris Csillagvizsgálóban, 2008. március 11.

### Angol nyelvű
- Jacqueline Mitton: Cambridge Dictionary of astronomy
- A. David Thackeray: Astronomical spectroscopy

- Csillagászati spektroszkópia (angol)
- Spektrumok (angol)
- Durham Egyetem; Csillagászati műszerhasználat csoport: spektroszkópia (angol)
- A csillagászati színképelemzés története (angol)
- Csillagászati színképelemzés és fotometria (angol)
- Csillagászati színképek irodalma (angol)